# 中村忠志
中村 忠志（なかむら ただし、1960年9月 - ）は、岩手県出身の民族派活動家。

## 経歴
- 1960年（昭和35年）、岩手県下閉伊郡普代村に生まれる。地元の中学を卒業後、横浜市港北区綱島の新聞店に住み込み、新聞配達をしながら武相高等学校へ通学。柔道部に入部した。
- 1977年（昭和52年）頃、政治結社・國粹青年隊神奈川県本部長・国衛塾塾長の岡崎一郎が下部団体として創設した「神奈川県青少年愛国者連盟」（神青連：しんせいれん）に所属。
- 1978年（昭和53年）5月、岡崎と共に栃木県へ転出。8月に結成された「國粹青年隊栃木県本部」（宇都宮市今泉町）事務局長に就任した。
- 1983年（昭和58年）、行動隊長から栃木県本部長に就任。
- 1984年（昭和59年）、総本部・行動隊長補佐に就任。
- 1985年（昭和60年）4月、一身上の都合で同団体を脱退。
- 1986年（昭和61年）4月29日、東京都港区赤坂の防衛庁裏にある檜町公園にて惹起した檜町公園事件で両眼を失明、両手の指数本を断指。逮捕後、警察病院で治療を受ける。
  - 爆発物罰則取締法違反罪で起訴。東京地方裁判所にて懲役3年の実刑判決を受け、川越少年刑務所に入獄。後に黒羽刑務所へ移管。一時八王子医療刑務所へ移管。
- 1989年（平成元年）、黒羽刑務所を満期で出獄。